# Orasa Sookdongyor
Orasa Sookdongyor (ur. 26 listopada 1997) – tajska zapaśniczka walcząca w stylu wolnym. Zajęła dwunaste miejsce na igrzyskach azjatyckich w 2018. Piąta na mistrzostwach Azji w 2016 i siódma w 2018. Brązowa medalistka igrzysk Azji Południowo-Wschodniej w 2019. Piąta na mistrzostwach Azji juniorów w 2016; ósma w 2015 roku.